# リヒャルト・トラウトマン
リヒャルト・トラウトマン（Richard Trautmann、1969年2月7日- ）は、ドイツのミュンヘン出身の柔道選手。階級は60kg級。身長168cm。

## 人物
の1992年バルセロナオリンピックでは準決勝で韓国の尹鉉に判定で敗れるが銅メダルを獲得した。1993年の世界選手権では準決勝で園田隆二と対戦して、ポイントの取り合いの末に内股で有効を取られて敗れるが3位となった。1996年アトランタオリンピックでは準決勝でイタリアのジローラモ・ジオビナッツォに背負投で敗れるものの再び銅メダルを獲得した。
現在はドイツのジュニアチームのコーチを務めるとともに、地元のクラブチームのコーチも受け持っている。

## 主な戦績
- 1988年 - ヨーロッパジュニア　3位
- 1989年 - ドイツ国際　3位
- 1988年 - ヨーロッパジュニア　3位
- 1990年 - フランス国際　3位
- 1991年 - ドイツ国際　優勝
- 1992年 - バルセロナオリンピック　3位
- 1993年 - イギリス国際　優勝
- 1993年 - オーストリア国際　3位
- 1993年 - 世界選手権　3位
- 1994年 - ベルギー国際　3位
- 1994年 -  ドイツ国際　2位
- 199年 - 世界選手権　5位
- 1996年 - 正力国際　3位
- 1996年 - アトランタオリンピック　3位